# Lohmühle Goch
Die Lohmühle Goch war eine an der Niers gelegene Wassermühle in der Stadt Goch mit unterschlächtigem Wasserrad.

## Geographie
Die Lohmühle Goch hatte ihren Standort am Mühlendamm, an der Niers, in der Stadt Goch, Kreis Kleve, in Nordrhein-Westfalen. Oberhalb hatte die Susmühle, unterhalb die Kornmühle Goch ihren Standort.
Die Niers hat hier eine Höhe von ca. 17 m über NN. Die Pflege und Unterhaltung des Gewässers obliegt dem Niersverband, der in Viersen seinen Sitz hat.

## Geschichte
Mit der Besiedlung und der 1261 erstmaligen Erwähnung der Stadt Goch entwickelte sich am Niersbogen und am Stadtgraben eine wirtschaftliche Grundlage zur Errichtung von Wassermühlen. Die Lage war so ausgezeichnet, dass auf kurzer Strecke fünf Mühlen die Wasserkraft der Niers nutzen konnten. Im sogenannten Mühlenviertel beim Mühlentor waren dies die Ölmühle Goch, Walkmühle Goch, Kornmühle Goch, Lohmühle Goch und etwas entfernt und später die Susmühle.
In den Gocher Schöffenbriefen von 1272 und 1275 wurde die Existenz einer Mühle übermittelt, in denen ein Gerhardus molendarius – Müller Gerhard genannt war. 1362 gab die Graefenthaler Äbtissin Isabel von Geldern – eine Schwester des Herzogs – die ihre zur Nutzung überlassenen Mühlen an die Stadt Goch. Mit Zustimmung des Herzogs wurde 1367 daraus ein Erbpachtrecht, dass bei Bedarf mit dem Recht verbunden war, den Bau weiterer Wind- und Wassermühlen zu ermöglichen. Zu den bestehenden Wassermühlen errichtete man auch Windmühlen, die wegen jahreszeitlichen Beschränkungen mit Rücksicht auf die Nierswiesen, immer mehr an Bedeutung erlangten.
Die Lohmühle wurde im Jahre 1523 durch die Gocher Schumachergilde, am Mühlendamm, auf eigene Rechnung gebaut. Die Gilde kassierte bis zur Begleichung der Baukosten dafür die Mahlgebühren. Außerdem erhielt sie das Monopol für den Handel mit Lederwaren in der Stadt. Nach der Abtragung der Baukosten wurde die Stadt Goch Eigentümer, mit der Verpflichtung, nur geringe Gebühren aus Gründen der Wirtschaftlichkeit zu erheben. Im 18. Jahrhundert wurde das Nutzungsrecht der Mühle in Erbpacht vergeben. Die damit vereinbarten Präferenzen sorgten für ständigen Ärger zwischen der Gilde und dem Pächter. Vielleicht war dies der Grund für das Ende der Lohmühle zum Ende des 18. Jahrhunderts.

## Galerie

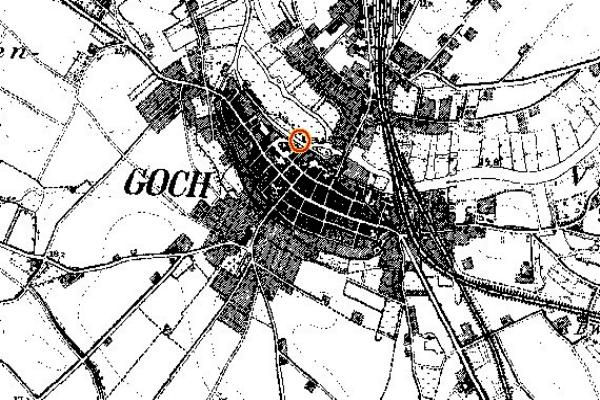
Lohmühle Goch auf der Neuaufnahme 1892
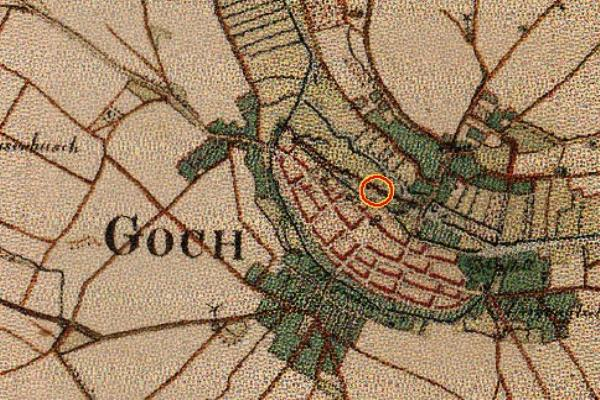
Lohmühle Goch auf der Urkatasterkarte 1843
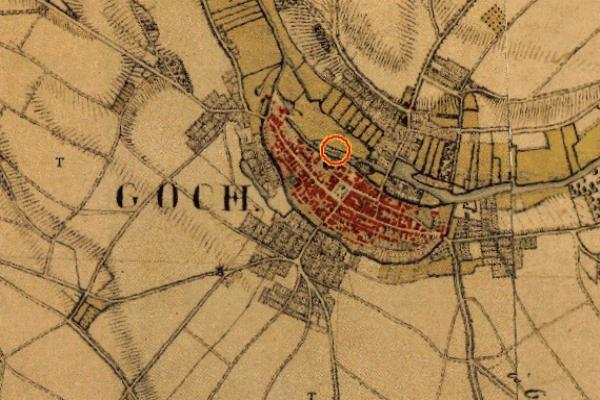
Lohmühle Goch auf der Tranchotkarte 1802